# Storsjöodjuret

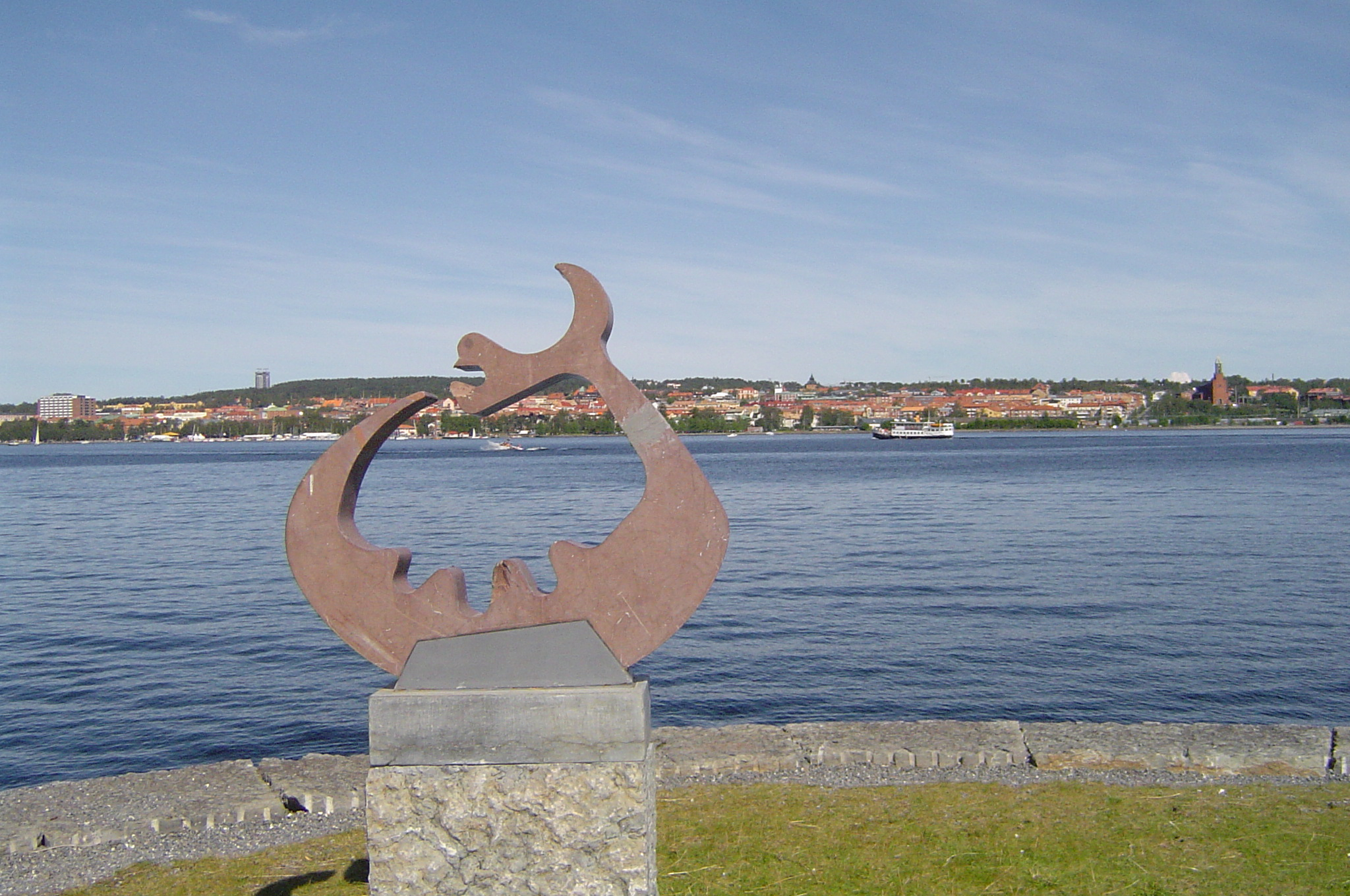
Une statue du Storsjöodjuret avec Östersund en arrière-plan.

Storsjöodjuret (pron. /ˈstuːˌʂøːuˈjʉːrɛt/) est un monstre lacustre folkloristique ou cryptozoologique qui réside dans le lac Storsjön, en Jämtland, Suède. Le nom signifie en suédois Monstre du grand lac (stor = grand, sjö = lac, odjur = monstre, -et est l'article défini). 
Selon la légende, le monstre a une longueur d'à peu près 6 mètres, et a le corps d'un serpent et la tête d'un chien. La bête est mentionnée par écrit pour la première fois en 1635 dans la légende des trolls Jata et Kata, enregistrée par le vicaire Mogens Pedersen.
La première description de la créature remonte à 1635.
En 1986, la commission de Jämtland a protégé la créature, l'ajoutant à la liste des espèces menacées. Cependant, en novembre 2005, l'animal fut enlevé de la liste. 